# Проспект Ударников
Проспект Уда́рников — проспект в Красногвардейском районе Санкт-Петербурга. Проходит от реки Охты до улицы Коммуны в жилом районе Ржевка-Пороховые.

## История
Проспект получил название 6 декабря 1976 года в честь ударников — передовых рабочих, активных участников социалистического соревнования.
Юридически проспект Ударников начинался от Бокситогорской улицы. Этим объясняется нумерация: на чётной стороне она начинается с номера 16, а на нечётной — с номера 15. В реестре названий объектов городской среды Санкт-Петербурга границы проспекта обозначались так: «от Бокситогорской ул. (фактически от ул. Передовиков) до ул. Коммуны». 28 апреля 2016 года границы проспекта были изменены: «от р. Охты до ул. Коммуны», что соответствует утверждённому проекту планировки. А к 1 декабря 2016 года был проложен новый, 100-метровый участок проспекта Ударников от улицы Передовиков до магазина «Максидом» (улица Передовиков, 18, корпус 2).

## Пересечения
С запада на восток (по увеличению нумерации домов) проспект Ударников пересекают следующие магистрали:
- улица Передовиков — пересечение;
- Индустриальный проспект — пересечение;
- проспект Наставников — пересечение;
- улица Лазо — примыкание;
- улица Коммуны — проспект Ударников примыкает к ней.

## Транспорт
Ближайшая станция метро — «Ладожская» 4-й (Правобережной) линии.
Автобусы: № 27, 92, 102, 169.

## Общественно значимые объекты
- гимназия-интернат № 664 — дом 17, корпус 2;
- школа № 127 — дом 22, корпус 3;
- бывший супермакет «EUROSPAR» (ранее универсам «Ржевский») — дом 28;
- гимназия № 196 — дом 31;
- бывший супермакет «SPAR» (ранее рынок «Жерновский») — проспект Наставников, дом 38;
- торговый комплекс — дом 47.